# 桐葉菓

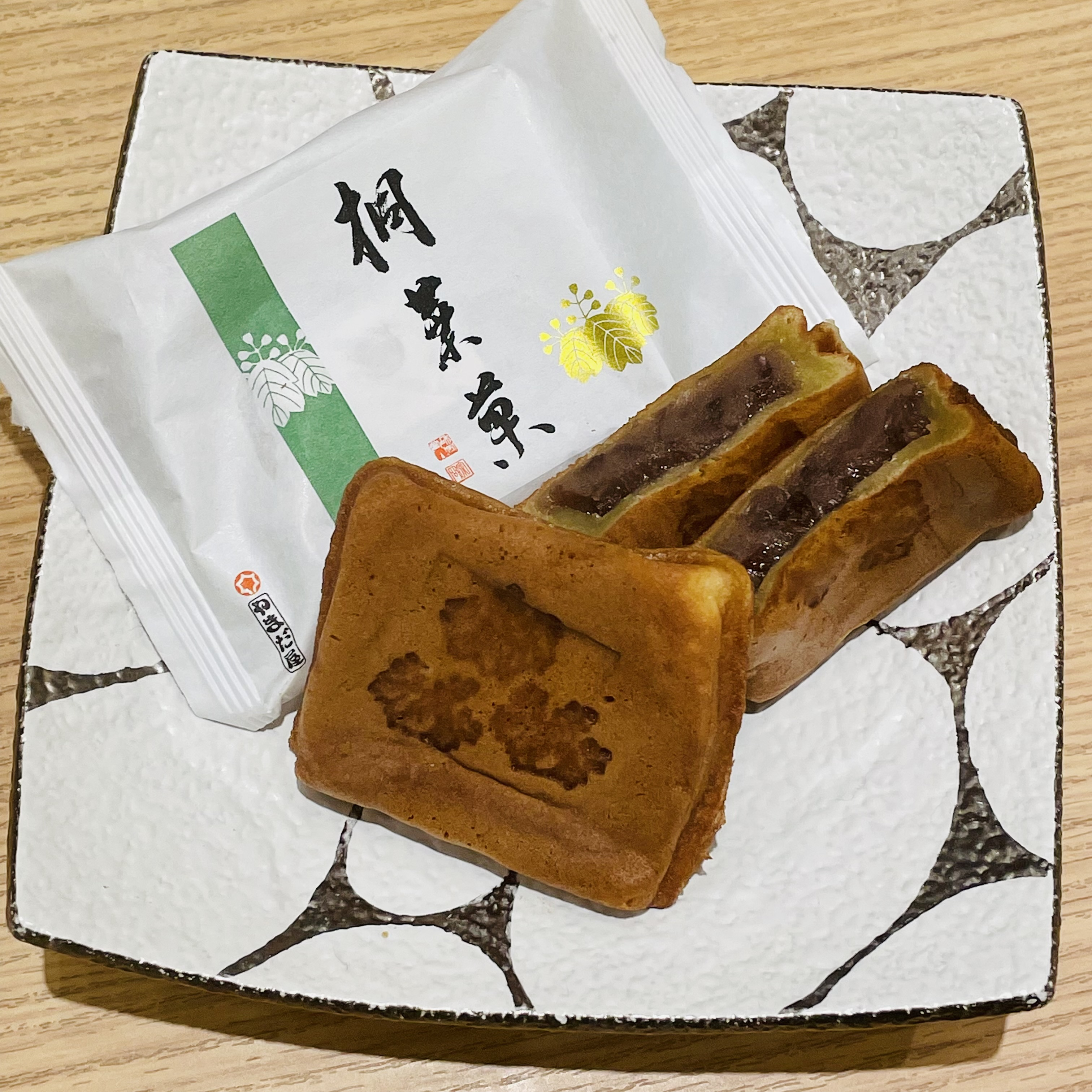

桐葉菓（とうようか）は広島県の名物菓子。厳島（広島県廿日市市宮島町）のやまだ屋が製造・販売する和生菓子の一種。2002年に熊本市で開催された第24回全国菓子大博覧会で、最高賞の名誉総裁賞を受賞した。ザ・広島ブランド認定品。
こし餡とつぶ餡をブレンドした小豆餡を、もち粉の生地で包んで焼き上げたお茶受け菓子である。もみじ饅頭と類似しているが、食感や味わいが異なり、リピーターも多い。
2019年、包装紙のデザインを一新した。浅野家に仕えた上田宗箇が愛用したという甲冑の紐の色にちなんで緑色を箱や袋に用い、桐葉菓のロゴは上田宗箇流の上田宗冏が筆で書いた字を用いた。